# 流れ星☆ (お笑いコンビ)
流れ星☆（ながれぼし）は、浅井企画に所属する日本のお笑いコンビ。2000年6月結成。共に岐阜県出身。

## メンバー
ちゅうえい（1978年7月29日 - ）（46歳）
ボケ担当、立ち位置は向かって左。
- 岐阜県下呂市出身。
- 血液型A型。
- 本名及び旧芸名：中島 仲英（なかしま ちゅうえい）
- 既婚者であり、2019年2月22日に第1子女児が誕生。
- 結成3年目の頃には、当時手渡しだったコンビ2人分の給料をパチンコにつぎ込んでしまい、実家に頼み込んで送金してもらい、埋め合わせしたこともあったという。
- 下積み時代は実家からの仕送りがあったため、バイトは小遣い稼ぎ程度で、明治記念館の結婚式場での配膳などをしていた。

たきうえ（1978年12月12日 - ）（46歳）
ツッコミ・ネタ作成担当、立ち位置は向かって右。
- 岐阜県高山市出身。
- 血液型B型。
- 本名及び旧芸名：瀧上 伸一郎（たきうえ しんいちろう）
- 2016年3月にタレントの小林礼奈と結婚を発表したが、2020年10月1日に離婚を発表した。
- 趣味は格闘ゲーム（スト4本田マスター）、超合金収集。
- 下積み時代は六本木のサパークラブでバイトをしていた時期があり、そこでは大渡健一（元ブラジル代表）やちーやん（ジャガーズ）と同僚関係だった。たきうえはそこでの経験を通して一見安直に見える「体を張った笑い」の奥の深さや、芸人としての心構えなどを学んだという。
- 桶田敬太郎（元フォークダンスDE成子坂）の家に居候していた時期がある。2019年、桶田の訃報を聞いたたきうえは「桶田さんにめちゃくちゃお世話になったのに俺は何も返せてない」と号泣したという。
- 2020年8月16日、『流れ星のキッズスクール』（岐阜放送）内にて、「たきうえWEST」「お金持ちが持ってそうな瀧上」「奇抜なメークとハイトーンボイスでおなじみの瀧上」「しんいちろう」などの候補の中から「TAKIUE」への改名を発表したが、事務所からは認められなかった。後に放送された『流れ星のながらじお!』内で「正式な改名には数百万円掛かると事務所に言われたため、自称の芸名にする」と発言した。
- 2022年1月1日放送のフジテレビ系列『爆笑ヒットパレード』で、「TAKIUE」から「たきうえ」への改名を発表した。所属事務所のウェブサイトではしばらく本名名義のままだったが、後日「たきうえ」に変更された。

## 来歴
- 2人とも岐阜県立斐太高等学校の同級生[14]。同校の文化祭にて「インアウト」という5人組ユニット（ユニット名はメンバー5名の苗字のイニシャルを並べた物）でコントを披露したところあまりにもウケたことが、お笑いを志すきっかけとなる（ネタは雨上がり決死隊の単独ライブのコピー）[15]。1997年、たきうえは関西美容専門学校へ入学するため大阪へ、ちゅうえいは大学受験に失敗し代々木ゼミナールへ通うため上京したが、この頃ちゅうえいがたきうえをお笑いの道に誘う[4]。1998年、ちゅうえいが拓殖大学商学部に合格して美容師学校を卒業したたきうえも上京。ホリプロに所属していたが正式なコンビの形は取っておらず、フォークダンスDE成子坂の単独ライブなどに出演していたが、後に退社。ホリプロを辞めた理由は当時在籍していたあるマネージャーからの常軌を逸したパワハラに耐えかねたためで、所謂喧嘩別れの形だったという。また辞める決断は、ちゅうえい不在の場でたきうえがその場の勢いで下したとのこと[16]。なお、ダブルブッキングとは同日にホリプロのオーディションを受けた同期である[17]。
- 2000年、桶田と仲の良かったコアラの誘いを受けて浅井企画へ入社[18]。コンビ結成時にたきうえがちゅうえいに「面白いコンビ名を考えてくれ」と頼み、「キティくん」「赤森県」「流れ星」といった候補の中から最終的に消去法で「流れ星」に決まったという[19]。
- 2013年1月1日、『ぐるぐるナインティナイン』のスピンオフ番組『おもしろ荘』にて優勝[20]。同年7月23日、たきうえがファンとのTwitterにおける炎上が原因で、ちゅうえいから「（たきうえにTwitterをさせていたら）俺らにとって何の得にもならない」と注意を受けTwitterをやめさせられている[21]。9月23日には、ちゅうえいが一般女性と結婚[22]。そして12月15日放送『THE MANZAI 2013』のワイルドカードで決勝に進出、その際に演じた「肘神様」が全国区の人気を得るきっかけとなった[23]。
- 2014年10月18日からは、2000年デビューの芸人5組によるバラエティ番組『ミレニアムズ』のレギュラーを務めた[24]。
- 2015年4月19日、お笑いライブフェス『下北沢大興行』の1つとして開催された『ノーセンスユニークボケ王決定戦』にてちゅうえいが初優勝[25]。5月23日には、2人がキャラクターボイスを務めるYouTubeの子供向け番組『ペロポンパップポロンチョ』がスタート、8月26日の配信をもって第50回を迎えている[26][注 4]。10月14日には、歌ネタ「岐阜ミーチャンス」でCDデビューした[27][注 5]。
- 2016年5月14日に飛騨・美濃観光大使に就任した[28]。
- 2019年9月23日、2つのYouTubeチャンネル「流れ星漫才公式」「流れ星TV」を開設[29]。
- 2021年3月19日、コンビ名を「流れ星☆」[注 6]に改名した[30]。

## 芸風
- ちゅうえいは、奇抜な格好（オールバック＋白い猫の絵が描かれた黒のTシャツ＋裾を引きずるほど丈の長い黒のズボン[注 7]＋裸足もしくはスニーカー履き）に身を包んで奇抜なキャラを一時期演じていたが、事務所の先輩である飯尾和樹（ずん）から「お前はちゅうえいだけで面白いんだから、そんな変な格好して、裸足とか、オールバックとかしなくていい。マヨネーズかけたり、ケチャップかけたり、砂糖かけたり、そんなことをしなくてもそのパンは美味しいから、もう普通の格好でいいよ」というアドバイスを受けた[31]ことをきっかけに、2013年春ごろから衣装（白の半袖ワイシャツ＋黄色と青と白の斜めストライプのネクタイ＋青もしくは濃い灰色の八分丈パンツ＋靴下は履かずスニーカー履き）を変えた[注 8]ところ、仕事が増え始めたという。
- 漫才では主に、ネタの冒頭あるいは会話の流れと無関係なところでちゅうえいが一発ギャグを次々と披露する。『ガンダム』『エヴァンゲリオン』『ラーメンマン』『オリオン座』『俺なりの野球』『進化』『ウーパールーパー』などがよく知られているが、その一発ギャグの数は300個を超えるという[32]。また歯を鳴らして曲の演奏が特技であり[33]、レパートリーには『剣の舞』などがある[34]。一発ギャグをやるようになったのはコンビ結成から数年ほど経ってからで、ライブのエンディングなどでなんとか爪痕を残す方法を考えていたたきうえが当時芸人ではやる者の少なかった一発ギャグ（当時はダウンタウンの影響でワードセンス重視のネタが流行っていた）に目をつけたのがきっかけ。他人と違う事をやりたがらないちゅうえいを「俺たちは芸人なんだから他人と違う事をしないと生き残れない」と必死で説得し、そこから「ギャグマシーンちゅうえい」が誕生したという。しかし、ちゅうえいはその後もなかなかギャグを考えなかったりウケないギャグを延々やり続けたりとなかなか乗り気になれず、たきうえを苦労させたという[35]。
- たきうえは天然ボケで、単独ライブ中で一部ネタを忘れたり言い間違いをするなど素の状態では相方より笑いを獲る事も多い。一例として、たきうえがネタ中に「リズミカル」という言葉を「メロディアス」と言い間違えた。その後、本当は「リズミカル」である事に気付き発明家が発見をした時と同じ位のリアクション（ちゅうえい談）を取ったが、後にちゅうえいからは「むしろ『メロディアス』の方が発明」と言われている[36]。またラジオの生放送で曲を紹介する際、アーティストと曲名が書かれたリクエストカードを紛失して「それではお聴きください。あの人のアレです」と言ってのけたり、奥田民生『マシマロ』を「マシマD」と読み間違えたりした[37]。

### ネタ
たきうえがネタ作成を担当している。ただし、一発ギャグの部分はちゅうえいとたきうえ両方が作成している。そのため、ギャグを巡って揉めることもしばしばある。
肘祭りのネタは、「田舎のおかしな祭りの漫才」というコンセプトをたきうえが考案し、そのコンセプトを基にちゅうえいが肘祭りの歌と振り付けを編み出したという。
単独ライブのネタ作成では、二人に加え赤嶺総理が作家として参加している。『フットンダ王決定戦2015』での共演がきっかけ。

## 賞レースの戦歴

### 爆笑オンエアバトル
戦績20勝0敗 最高529KB ゴールドバトラー認定
- オフエア経験なしでの連勝記録20回[注 9]は番組最高記録[注 10]。更に初挑戦回（397KBを記録）以外の回では全て400KB以上を記録している。また、5位通過を一切経験した事がない[注 11]。
- 2003年度（1勝0敗）
- 2004年度（3勝0敗）第7回 チャンピオン大会 セミファイナルAブロック7位
- 2005年度（4勝0敗）第8回 チャンピオン大会 セミファイナルAブロック10位
- 2006年度（4勝0敗）第9回 チャンピオン大会 セミファイナルBブロック3位・ファイナル9位
- 2007年度（4勝0敗）第10回 チャンピオン大会 セミファイナルBブロック3位・ファイナル9位
- 2008年度（4勝0敗）第11回 チャンピオン大会 セミファイナルBブロック4位・ファイナル7位

### M-1グランプリ
| 年度   | 成績         | 会場              | 日時       | 備考                |
| ------ | ------------ | ----------------- | ---------- | ------------------- |
| 2003年 | 準決勝進出   | ルミネtheよしもと | 2003/11/29 |                     |
| 2004年 | 3回戦進出    | ルミネtheよしもと | 2004/11/21 |                     |
| 2005年 | 準決勝進出   | ルミネtheよしもと | 2005/12/10 |                     |
| 2006年 | 準決勝進出   | ルミネtheよしもと | 2006/12/09 |                     |
| 2007年 | 準決勝進出   | ルミネtheよしもと | 2007/12/08 |                     |
| 2008年 | 準決勝進出   | メルパルクホール  | 2008/12/07 | 敗者復活戦2位       |
| 2009年 | 準決勝進出   | よみうりパーク    | 2009/12/06 | 1度目のラストイヤー |
| 2015年 | 準々決勝進出 | 浅草公会堂        | 2015/11/03 | 2度目のラストイヤー |

### キングオブコント
| 年     | 結果      |
| ------ | --------- |
| 2010年 | 3回戦進出 |
| 2011年 | 3回戦進出 |

### THE SECOND 〜漫才トーナメント〜
| 年     | 結果                          |
| ------ | ----------------------------- |
| 2023年 | ノックアウトステージ16→8進出  |
| 2024年 | ノックアウトステージ32→16進出 |
| 2025年 | 選考会敗退                    |

### その他
- お笑いホープ大賞（フジテレビ）
  - 2004年 決勝進出
- MBS新世代漫才アワード（毎日放送）
  - 2007年 二次予選進出
- 漫才新人大賞（社団法人漫才協会）
  - 2008年 優秀賞受賞
- 日清食品 THE MANZAI（フジテレビ）
  - 2011年 認定漫才師
  - 2012年 認定漫才師
  - 2013年 決勝Cブロック2位（ワイルドカード枠）
  - 2014年 認定漫才師
- R-1ぐらんぷり（フジテレビ）
  - 2012年 2回戦進出 - ちゅうえい
  - 2019年 準決勝進出 - ちゅうえい
- Cygames THE MANZAI プレマスターズ（フジテレビ）
  - 2017年 プレミアマスターズ出演権利獲得
- Cygames THE MANZAI プレミアマスターズ (フジテレビ)
  - 2017年 たけし賞受賞
  - 2018年 たけし賞受賞 - THE MANZAI初の2度目の受賞
  - 2019年 招待枠として出演
- G-1グランプリ
  - 2022年 準優勝

## 出演

### テレビ

#### 現在のレギュラー番組
- GENIC.TV（RKB毎日放送、2017年10月30日 - ） - ちゅうえい：ナビゲーター

#### 過去のレギュラー番組
- ゼベック・オンライン（TOKYO MX、2003年10月 - 2004年9月・2004年11月29日） - 2004年3月まで月曜レギュラー、4月から金曜レギュラー
- エンタの味方!（TBSテレビ） - 2007年度 一期生
- リトル・チャロ カラダにしみこむ英会話（NHK Eテレ、2008年4月 - 2009年3月） - TAKIUE
- お宝発信タワー DAI-NAMO（CBCテレビ、2010年10月27日 - 2011年9月21日） -「いなか道」のコーナー担当
- ゴエティーニョ!（岩手朝日テレビ、2013年10月5日 - 2015年9月26日）[注 12]
- おはコロポップ（テレビ東京、2014年1月11日 - 3月29日） - ちゅうえいは「お菓子刑事」、たきうえは「DJ刑事」として「おはコロすごろくバトル」のコーナーに登場
- エビ中★グローバル化計画（TOKYO MX、2014年4月4日 - 9月26日） - MC担当、番組内の肩書は「プロジェクトリーダー」
- おはスタ（テレビ東京、2014年4月7日 - 2016年4月1日）[注 13]
- ミレニアムズ（フジテレビ、2014年10月18日 - 2015年9月15日）
- 真実解明バラエティー!トリックハンター（日本テレビ、2015年1月 - 6月、2016年1月20日）※準レギュラー（月1程度出演）
- はやりば（中京テレビ、2015年4月10日 - 2016年3月19日）隔週で出演
- 流れ星のネバー岐阜アップ（BSフジ、2016年4月1日 - 5月6日）
- エビ中++（BSフジ、2015年4月9日 - 2017年3月29日 ）
- ひるブラ（NHK総合、2016年8月23日 - 2018年3月27日） - ちゅうえい：リポーターとして不定期出演
- ストレッチマンV（NHK Eテレ、2013年4月 - 2018年10月4日） - ちゅうえい：ストレッチマンレッド役
- デルサタ（メ〜テレ、2016年4月 - 2021年3月27日） - リポーターとして月1回程度出演

### テレビドラマ
- 新春ドラマスペシャル DOCTORS 3〜最強の名医〜 2015 （テレビ朝日、2015年1月4日） - ちゅうえい：ドクターP役
- ガッタン ガッタン それでもゴー 〜岐阜発地域ドラマ〜（NHK BSプレミアム、2015年10月28日）[53] - 若手芸人役
- おんな城主 直虎 第47話（NHK総合、2017年11月26日） - 足軽役
- 波よ聞いてくれ 第5話（2023年5月19日〈予定〉、テレビ朝日） - アナグマ泰治 役[54]

### テレビアニメ
- ヘボット! 第25話（メ〜テレ、2017年3月19日） - 本人役[55]

### ラジオ

#### 現在のレギュラー番組
- 流れ星のキッズスクール（岐阜放送、2014年10月5日 - ）
- 流れ星と太田唯のやるんやさ3（HitsFM、2022年1月8日 - ）

#### 過去のレギュラー番組
- 大竹まこと 少年ラジオ（文化放送、2004年10月 - 2007年3月） - コーナーレギュラー
- BAY LINE GO!GO!（bayfm、2009年4月 - 2010年3月） - 金曜パーソナリティ
- FINE DAYS!「流れ星の笑わさ〜すDAY!」（東海ラジオ、2016年8月4日 - 2017年9月28日） - パーソナリティ [56]
- 流れ星のながらじお!（東海ラジオ、2017年10月7日 - 2022年3月26日） - パーソナリティ[57]
- 流れ星のHits FM やるんやさ!2（HitsFM、2020年9月15日 - 2021年8月31日）

#### 過去の出演番組
特別番組
- 流れ星のラジカントロプス2.0（ラジオ日本、2013年6月3日）
- 流れ星のオールナイトニッポンR（ニッポン放送、2015年10月10日）
- 流れ星のレコメン!（文化放送、2015年10月26日）
- 流れ星のHits FM やるんやさ!（HitsFM、2020年4月7日 - 5月12日）

その他
- KUSUKUSU（bayfm、2012年6月16,23日、2013年6月23,30日・11月10,17日、2017年6月11,18日、2018年3月25日,4月1日）
- あべこうじのポッドキャスト番長（TBSラジオ）
- 大竹まこと ゴールデンラジオ!（文化放送、2008年8月5日） - ピンチヒッター
- オードリーのシャンプーおじさん（文化放送、2011年2月23日・3月2日）
- God Bless Saturday 〜ゴブサタ〜（FMヨコハマ）
- 佐藤亜美菜の「この世に小文字はいりません!」（ラジオ日本、2012年1月17日、2015年8月13日）
- 清水ミチコと流れ星のラジオビバリー昼ズ（ニッポン放送、2015年2月5日・10月12日）- ゲストパーソナリティ
- サンドウィッチマンの天使のつくり笑い（NHKラジオ第1、2015年4月7日・2016年7月12日・2017年11月28日）
- ヒャダインのわーきゃーいわれたい（ニッポン放送、2015年10月14日）
- Tresen+（FMヨコハマ、2015年10月22日）
- ココロのオンガク 〜music for you〜 LOVE&LOCAL （文化放送、2016年9月19日）
- 押切もえのDOKI DOKI DISCOVERY（文化放送、2016年12月11日）
- キャンパス寄席（NHKラジオ第1、2017年7月29日）
- ためになるラジオ（FMヨコハマ、2017年8月25日）
- 15時間オリエンタルラジソン（NHKラジオ第1、2017年12月29日）
- りんくま＊めがへるつ（文化放送、2018年2月19日,26日,3月5日） - ちゅうえい

### Web

#### 動画配信
レギュラー出演
- 流れ星のスターになりたい!（ニコジョッキー、2011年7月21日(#1) - 2014年3月25日(#65)）
- ペロポンパップポロンチョ（Playkidz、2015年5月23日(#1) - 2015年11月9日(#86)）
- 流れ星とペロポンパップの実験室（LINE LIVE、2015年12月25日(#1) - 現在）/ 最新回・2016年4月12日(#8)
- 1ヶ月暮らして決める! 〜リアル住みたい街ランキング〜（AbemaTV、2016年6月14日 - 9月27日） - MC [58]
- つかめ!夢のキャンパスライフ リア充バスターズ（AbemaTV、2016年10月4日 - 12月27日）- MC [59]
- ちゅうえいでもわかるゴルフレッスン（GOLF Net TV、2018年3月5日 - ） - ちゅうえい

その他
- 復活☆お笑いサタデーナイトファイバー!（GYAO!）
- カンニングの恋愛中毒（GyaO）
- さしめし（LINE LIVE）
  - さしめし（2016年1月12日(#22)）タイムマシーン3号×流れ星
  - さしめし（2016年10月26日(#223)）神生アキラ（アルスマグナ）×たきうえ
- 超えろ!お笑い芸人ゲーム実況プレゼン大会!（LINE LIVE、2016年4月2日） - MC
- 6月15日はオウム・インコの日!鳥好きによるバードトーキング（AbemaTV、2016年6月15日） - たきうえ
- 第1回AbemaTV杯〜eスポーツ最強決定戦!（AbemaTV、2016年9月5日）- たきうえ
- アソビの時間（FRESH! by AbemaTV、2016年10月26日）- MC
- 第2回 ツムツムNo.1プレイヤー決定戦 決勝大会生中継!（LINE LIVE、2016年11月5日） - MC
- RPGツクールフェス  発売記念特番【第2回】（ニコニコ生放送、2016年12月3日）
- 芸人改造計画2（AbemaTV、2017年1月14日）
- 小力の小部屋（マシェバラ、2017年2月15日）
- もし相方がいなくなったら~タカオアトシ~#21（AbemaTV、2017年3月1日） - ちゅうえい
- お願い!ランキング （AbemaTV、2017年8月29日・9月26日） - きゃっトンズとして声の出演
- ロック兄弟（ニコニコ生放送、2017年9月13日）
- フジモンが芸能界から干される前にやりたい10のこと#55（AbemaTV、2017年11月1日）
- 72時間ホンネテレビ（AbemaTV、2017年11月4日）[注 15]
- ウルトラゲームスpresents エンドレス・マリオメーカー（AbemaTV、2018年1月22日）[注 16]
- 大勇者ああああ -eスポーツU-23選手権頂点祭-（Twitch・YouTube、2018年1月28日） - たきうえ
- ちょいカプTV!2月号（2018年2月28日、カプコンTV）- たきうえ
- エゴサーチTV（AbemaTV、2018年4月20日）
- ピカいち CHANNEL
  - コートワーザー（Youtube、2019年3月1日 - 2019年7月16日）
  - てにをは昔話（Youtube、2019年6月4日 - 2019年7月3日）
- チャンスの時間（AbemaTV、2019年7月16日）

#### 音楽配信
- ひじ祭り（ユニバーサルミュージックジャパン、2014年2月23日）

### 映画
- MAKOTO（2005年2月19日公開、君塚良一監督） - ちゅうえい （当時は本名の『中島仲英』）：福島役、たきうえ：北野役
- ライフ・イズ・デッド（2012年2月11日公開、菱沼康介監督） - たきうえ
- 騒音（2015年5月23日公開、関根勤監督） - たきうえ
- ザ・ムービー アルスマグナ危機一髪!（2016年9月17日公開、宮岡太郎監督）

### CM
- エースコック スーパーカップ 1.5シリーズ（1998年） - ゆず主演。路上ライブをしていた当時20歳のちゅうえいがCM撮影に遭遇、そのまま出演
- アデランス ヘアシステム（2003年5月 - 10月） - 瀧上
- ミツカン ごま豆乳鍋つゆ「ウドちゃん、走る!」篇（2012年11月） - 事務所の先輩であるキャイ〜ン（ウド鈴木・天野ひろゆき）と共演
- ミツカン  〆まで美味しいとんこつしょうゆ鍋つゆ「食べる天野さん」篇（2013年10月） - 天野ひろゆきと共演
- キング観光（2015年4月 - 2020年3月） - 東海地方のパチンコチェーン店
- がるメタる! for Nintendo Switch（2018年4月 - ）- おはスタ内で放送[60]

### ゲーム
- ストリートファイターV 完成発表会（2016年2月11日、ニコファーレ）- PC・PlayStation 4。MC[61]
- RPGツクール フェス（2016年11月16日配信、角川ゲームス）- ニンテンドー3DS、「観光大使クエスト」を制作[62]。

### ミュージック・ビデオ
- LEO「君」（アルバム『THE ONE』に収録）（2016年） - ちゅうえい [63]
- ポルカドットスティングレイ「ICHIDAIJI」（2018年）[64]

## 単独ライブ

### ネタライブ
- 流れ星 単独ライブツアー「流れ星の日本誕生」（2007年3月18日、東京 東放ミュージックカレッジ クロスロード / 3月25日、岐阜 アラジン / 3月31日、福岡 アミカス）[注 17]
- 流れ星 単独ライブ「岐阜浪漫」（2008年8月3日、東京 全電通ホール）[注 18]
- 流れ星 単独ライブ「力作」（2009年8月2日、東京 全電通ホール）
- 流れ星 単独ライブ「飛騨二人花火」（2010年8月28日・29日、東京 北沢タウンホール）
- 流れ星 単独ライブ「乱れ星」（2011年9月17日・18日、東京 北沢タウンホール）
- 流れ星 単独ライブ「大喧嘩」（2012年8月11日、東京 北沢タウンホール）
- 流れ星 ベストネタライブ「回帰」（2013年7月21日、東京 スクエア荏原 ひらつかホール）
- 流れ星 単独ライブツアー「維新」（2014年8月24日、岐阜 下呂交流会館 / 8月30日、札幌 サンピアザ劇場 / 9月6日、大阪 ABCホール / 9月13日、福岡 イムズホール / 9月15日、岩手 おでってホール / 9月23日、名古屋 東別院ホール / 9月28日、東京 有楽町朝日ホール）
- 流れ星 スーパーベストネタライブ「星吹雪」（2015年5月29日、東京国際フォーラム）
- 流れ星 単独ライブツアー「☆街道」（2015年8月1日、宮城 太白区文化センター 楽楽楽ホール / 8月8日、沖縄県男女共同参画センター てぃるる / 8月15日、大阪ビジネスパーク 円形ホール / 8月16日、名古屋市芸術創造センター / 8月21日、福岡 Zepp Fukuoka  / 8月23日、東京 渋谷公会堂 / 8月29日、北海道 道新ホール）
- 流れ星 単独ライブツアー「新世界」（2016年7月23日、東京 山野ホール / 7月31日、富山 富山県民小劇場ORBIS / 8月6日、埼玉 大宮ソニックシティ 小ホール / 8月13日、三重 四日市市文化会館 第2ホール / 8月14日、岐阜 下呂交流会館 泉ホール / 8月21日、愛知 名古屋市芸術創造センター / 8月27日、広島 YMCA国際文化ホール / 9月3日・4日、東京 かめありリリオホール）
- 流れ星 単独ライブツアー「星屑伝説」（2017年7月16日、沖縄 てんぶす那覇 テンブスホール / 7月22日、神奈川 横浜市教育会館 / 7月29日、石川 石川県教育会館 3Fホール / 7月30日、長野 長野市芸術館アクトスペース / 8月5日、埼玉 大宮ソニックシティ 小ホール / 8月11日・12日・13日、東京 かめありリリオホール / 8月19日、岡山 山陽新聞社本社ビル さん太ホール / 8月20日、広島 YMCA国際文化ホール / 8月26日、北海道 共済ホール / 9月3日、福岡 イムズホール / 9月10日、愛知 日本特殊陶業市民会館 ビレッジホール）
- 流れ星 単独ライブツアー「流星乱舞」（2018年7月14日、岐阜 岐阜市文化センター小劇場 / 7月21日、群馬 ベイシア文化ホール 小ホール / 7月29日、新潟 新潟LOTS / 8月4日、東京 山野ホール / 8月11日、埼玉 大宮ソニックシティ 小ホール / 8月18日、静岡 浜松市勤労会館Uホール / 8月19日、大阪 ナレッジシアター / 8月26日、北海道 共済ホール / 9月1日、宮崎 宮崎市民プラザ / 9月2日、福岡 スカラエスパシオ / 9月7日、愛知 名古屋市芸術創造センター / 9月8日、宮城 仙台福祉プラザふれあいホール / 9月15日、広島 JMSアステールプラザ中ホール / 9月17日、東京 ヒューリックホール東京）
- 流れ星 単独ライブツアー「星幻想(スターファンタジー)」（2019年7月13日、千葉 行徳文化ホール / 7月15日、大阪 IMPホール / 7月27日、富山 富山ORBIS / 7月28日、福井 響のホール / 8月3日、東京 山野ホール / 8月10日、北海道 道新ホール / 8月18日、埼玉 大宮ソニックシティ 小ホール / 8月24日、宮城 仙台銀行ホール イズミティ21 小ホール / 8月25日、福島 いわきPIT / 8月31日、広島 JMSアステールプラザ 中ホール / 9月1日、岐阜 高山市文化会館 小ホール / 9月7日、長崎 NBCビデオホール / 9月8日、福岡 イムズホール / 9月14日、香川 高松オリーブホール / 9月15日、岡山 山陽新聞社本社ビル さん太ホール / 9月20日、愛知 名古屋市芸術創造センター / 9月23日、東京 浅草公会堂）
- 流れ星 20周年記念ツアー ベストネタライブ「絆」（2020年7月4日、東京 浅草公会堂 / 7月18日、岡山 山陽新聞社本社ビル さん太ホール / 7月19日、奈良 奈良春日野国際フォーラム 甍〜I・RA・KA〜 レセプションホール / 7月23日、石川 北國新聞赤羽ホール / 7月24日、新潟 新潟市民プラザ / 8月1日、静岡 浜松市勤労会館Uホール / 8月2日、大阪 阿倍野区民センター 大ホール / 8月15日、埼玉 大宮ソニックシティ 小ホール　/ 8月16日、神奈川 関内ホール　/ 8月22日、岩手 北上市文化交流センター さくらホール 中ホール / 8月23日、宮城 チームスマイル・仙台PIT / 8月29日、北海道 旭川市民文化会館 小ホール / 8月30日、北海道 道新ホール / 9月5日、福岡 イムズホール / 9月6日、宮崎 宮崎市清武文化会館 半九ホール / 9月12日、京都 文化パルク城陽　ふれあいホール / 9月13日、愛知 日本特殊陶業市民会館 ビレッジホール / 9月20日、愛媛 松前総合文化センター / 9月21日、広島 NTTクレドホール / 9月26日、東京 山野ホール）

### トークライブ「裏シリーズ」
- 流れ星 トークライブ「裏力作」（2009年9月15日、東京 新宿ロフトプラスワン）
- 流れ星 トークライブ「裏飛騨二人花火」（2010年9月3日、東京 阿佐ヶ谷ロフトA）
- 流れ星 トークライブ「裏維新」（2014年10月17日、東京 コニカミノルタプラネタリウム 満天）
- 流れ星 トークライブ「裏星吹雪」（2015年5月29日、東京 ユーロライブ、STAR CLUB限定）
- 流れ星 トークライブ「裏☆街道」（2016年2月26日、東京 ユーロライブ、STAR CLUB限定）
- 流れ星 トークライブ「裏新世界」（2016年11月14日、東京 渋谷シアターD、STAR CLUB限定）
- 流れ星 トークライブ「裏・星屑伝説」（2018年2月14日、東京 フジテレビ1Fマルチシアター、STAR CLUB限定）
- 流れ星 トークライブ「裏・流星乱舞」（2019年2月14日、東京　フジテレビ1Fマルチシアター、STAR CLUB限定）
- 流れ星 トークライブ「裏・星幻想」（2020年2月14日、東京 フジテレビ1Fマルチシアター、STAR CLUB限定）

### トークライブ「痴話喧嘩」
- 流れ星 トークライブ「痴話喧嘩」（2012年2月20日、東京 渋谷シアターD）
- 流れ星 トークライブ「痴話喧嘩」（2012年4月29日、東京 渋谷シアターD）
- 流れ星 トークライブ「痴話喧嘩」（2012年6月22日、東京 下北沢ラグーナ）
- 流れ星 トークライブ「痴話喧嘩」（2012年12月17日、東京 渋谷シアターD）
- 流れ星 トークライブ「痴話喧嘩」（2013年4月8日、東京 渋谷シアターD）
- 流れ星 トークライブ「痴話喧嘩 〜限定特典がついとるんやさ〜」（2014年6月28日、東京 フジテレビ マルチシアター）- 限定ジャケット仕様のDVD「流れ星 ベストネタライブ『回帰』」付き
- 流れ星 トークライブ「バレンタイン痴話喧嘩」（2017年2月14日、神奈川 横浜人形の家 あかいくつ劇場）

## 定期ライブ
- お笑いマッハライブ（浅井企画主催、東京 新宿バティオス、毎月第1金曜日開催）
- お笑いダイナマイトショー（浅井企画主催、年1回開催）
- 流れ星と三拍子のトークライブ『猫と花』（2005年4月27日 Vol.1 - 2015年7月8日 Vol.55）

## 作品

### シングル
| 発売日         | タイトル         | 規格品番   | 収録曲 | 備考                                               |
| -------------- | ---------------- | ---------- | --- | -------------------------------------------------- |
| 2015年10月14日 | 岐阜ミーチャンス | PCCA-70449 | 1. 岐阜ミーチャンス【作詞:流れ星/作曲編曲:前山田健一】 2. おんなじ拳【作詞作曲:江口直人/編曲:大石昌良】 3. 岐阜ミーチャンス カラオケ 4. おんなじ拳 カラオケ | ポニーキャニオン オリコン デイリーCDランキング17位 |

### DVD
- エンタの味方! THE DVD ネタバトルvol.1（TCエンタテインメント、2007年8月3日）
- エンタの味方! THE DVD ネタバトルvol.2（TCエンタテインメント、2007年11月7日）
- エンタの味方! THE DVD ネタバトルvol.3（TCエンタテインメント、2008年2月6日）
- エンタの味方! THE DVD ネタバトルvol.4（TCエンタテインメント、2008年6月4日）
- 流れ星 in エンタの味方！爆笑ネタBEST10（TCエンタテインメント、2008年7月2日）
- 流れ星 単独ライブ「岐阜浪漫」（アルバトロス、2008年12月10日）
- 流れ星 単独ライブ「力作」 （アニプレックス、2009年12月23日）
- 流れ星 単独ライブ「飛騨二人花火」（アルバトロス、2011年1月7日）
- 流れ星 単独ライブ「乱れ星」（浅井企画、2013年7月25日）
- 流れ星 単独ライブ「大喧嘩」（浅井企画、2013年7月25日）
- 流れ星 ベストネタライブ「回帰」（ポニーキャニオン、2014年7月2日）
- 流れ星 単独ライブ「維新」（BSフジ/キョードー東京/スロウカーブ、2015年4月24日）
- 流れ星 スーパーベストネタライブ「星吹雪」（BSフジ/キョードー東京/スロウカーブ、2015年8月12日）
- 流れ星 単独ライブ「☆街道」（BSフジ/キョードー東京、2016年7月23日）
- 流れ星 単独ライブ「新世界」（BSフジ/キョードー東京、2017年7月16日）
- 流れ星 単独ライブ「星屑伝説」（BSフジ/キョードー東京、2018年7月14日）
- 流れ星 単独ライブ「流星乱舞」（BSフジ/キョードー東京、2019年7月13日）
- 流れ星 単独ライブ「星幻想」（BSフジ/キョードー東京、2020年9月26日）

### VHS
- フォークダンスDE成子坂LIVE「自縛」3（EMIミュージック・ジャパン、1998年11月26日）

## 書籍
連載終了
- お笑いコンビ流れ星のギャグスターへの道（月刊コロコロコミック）
- 流れ星×キャン×キャンの芸人交換日記（まんがライフ）
- お菓子刑事（月刊コロコロコミック）- ちゅうえい
- 肘神様が生まれた街（2015年2月15日 - 2019年3月15日、Webダ・ヴィンチ）- たきうえ